# Franciszek Ścigalski
Franciszek Salezy Błażej Wincenty Ścigalski (ur. 29 stycznia 1782 w Grodzisku Wielkopolskim, zm. 27 sierpnia albo 27 września 1846 w Gnieźnie) — polski kompozytor, skrzypek i dyrygent (m.in. w katedrze gnieźnieńskiej).

## Życiorys
Franciszek Ścigalski urodził się w Grodzisku Wielkopolskim, Jego ojciec był muzykiem pochodzącym z Lwówka, wysokim urzędnikiem w Grodzisku i dyrektorem kapeli. Uczył się w Obrze, gdzie istniał klasztor cysterski i gdzie jego wuj był kopistą nut. Później uczęszczał do Gimnazjum im. Marii Magdaleny w Poznaniu. Nauczycielem muzyki był tam A. Braun, dyrygent kapeli kolegiackiej. Podjął działalność jako nauczyciel śpiewu i prowadzący zespół wokalno-instrumentalny w swym gimnazjum oraz jako nauczyciel gry na skrzypcach. Został członkiem kwartetu smyczkowego założonego przez ks. Antoniego H. Radziwiłła. W 1821 został dyrygentem kapeli katedralnej i piastował to stanowisko do 1827. Od 1825 powrócił na stanowisko nauczycielskie w gimnazjum.
1 czerwca 1834 przeniósł się do Gniezna. Objął tam prowadzenie kapeli katedralnej oraz stanowisko pierwszego skrzypka (tytułowanego wirtuozem). W czasie pracy w Gnieźnie zwiększył skład zespołu, zaktualizował repertuar o najnowsze utwory oraz wzbogacił go o własne kompozycje i aranżacje. Zajmował się także zbiorami bibliotecznymi i powiększał je. Był założycielem kapitularnej szkoły muzycznej i podjął się w niej nauki gry na skrzypcach, instrumentach dętych oraz śpiewu. Był ceniony przez społeczeństwo Gniezna.
Jego żoną była Agnieszka Marcjanna Ogrodowicz, córka burmistrza Pyzdr Karola Ogrodowicza. Muzyczne tradycje rodziny kontynuował syn Tytus Arkadiusz (kopista nut). Synowa była członkinią chóru katedralnego w Gnieźnie, a przyrodni brat Józef organistą w Grodzisku Wielkopolskim.

## Twórczość
Kompozycje Ścigalskiego zachowały się w archiwach klasztoru paulinów w Częstochowie i zbiorach pochodzących z Grodziska Wielkopolskiego. Przechowują je także archiwa archidiecezjalne w Poznaniu i Gnieźnie, Biblioteka Kórnicka i klasztory w Obrze, Gostyniu i poznańska fara. Wśród nich są:
- Missa solemnis in G (z Grodziska)
- Missa in B (z Grodziska)
- Missa in Es (z Grodziska)
- Salve Regina (z Grodziska)
- Symphinia in D (z Grodziska)
- Te Deum laudamus (z Grodziska)
- Litania ex D (z Grodziska)
- Veni Creator
- Symphonia Grande (opublikowana w 1969 w Krakowie)
- Requiem[6]